# The Pale/Copeland
The Pale/Copeland è uno split dei gruppi musicali statunitensi The Pale e Copeland, pubblicato il 30 dicembre 2003 della SideCho Records.

## Tracce
Lato A
Testi e musiche dei The Pale.
1. Gravity Gets Things Done – 3:50
2. Stop/Start – 5:59

Lato B
Testi e musiche di Aaron Marsh.
1. When Paula Sparks (Alternate Version) – 4:23
2. Testing the Strong Ones (Alternate Version) – 5:44

## Formazione
The Pale
- Gabe Archer – voce, chitarra, tastiera
- Cameron Nicklaus – chitarra
- Ryan Worsley – basso
- Greg Swinehart – batteria, percussioni

Copeland
- Aaron Marsh – voce, chitarra, tastiera
- Bryan Laurenson – chitarra
- James Likeness – basso
- Rusty Fuller – batteria, percussioni